# Symfonie č. 5 (Martinů)
Symfonie č. 5 (H. 310) je symfonie Bohuslava Martinů z roku 1946.

## Vznik díla
Symfonie byla složena mezi březnem a květnem 1946. Martinů skladbu dokončil dne 13. května 1946. Symfonie byla dedikována České filharmonii. Premiéra byla Českou filharmonií provedena během festivalu Pražské jaro dne 28. května 1947 pod taktovkou Rafaela Kubelíka.

## Obsazení orchestru
- pikola
- 3 flétny
- 3 hoboje
- 3 klarinety
- 3 fagoty
- 4 lesní rohy
- 3 trubky
- 2 pozouny
- basový pozoun
- tuba
- tympány
- velký a malý buben
- činely
- triangl
- tam-tam
- klavír
- smyčcové nástroje[3]

## Analýza
Symfonie se skládá ze tří vět:
1. Adagio—Allegro
2. Larghetto
3. Lento—Allegro